# Mehdi Mujahid
Mawlawi Mehdi Mujahid (Dari: مولوی مهدی مجاهد; 1988 - 17 de agosto de 2022): Fue un rebelde hazara afgano que dirigió alrededor de 200 combatientes hazara durante el Levantamiento de Balkhab. Fue comandante talibán antes de rebelarse contra los talibanes hasta que fue asesinado el 17 de agosto de 2022.

## Primeros Años
Mehdi nació en un pequeño pueblo llamado Hosh en el distrito de Balkhab en el norte de Afganistán en una familia religiosa chiita perteneciente al grupo étnico hazara. Su padre, Morad Mujahid, era miembro de Hezbe Wahdat y luchó en la guerra afgana-soviética, que fue cuando Morad comenzó a utilizar "Mujahid" como apellido. Mehdi tenía ocho años cuando los talibanes tomaron por primera vez el control de Afganistán en 1996. Tres años más tarde, los talibanes capturaron su distrito natal de Balkhab. Huyó con su familia al vecino Irán y regresó a Afganistán después de que se formara la Administración Provisional Afgana en diciembre de 2001.
Mehdi empezó a ir a la escuela y parecía motivado para hacerse cargo de la granja familiar. Pero cuando tenía poco más de veinte años, un caudillo hazara se había apoderado de sus tierras ancestrales. En represalia, Mehdi y sus amigos secuestraron al hijo del señor de la guerra y lo mantuvieron como rehén, devolviéndolo sólo después de que el señor de la guerra devolviera las tierras. Esa noche, las fuerzas del señor de la guerra rodearon la casa de Mehdi y estallaron enfrentamientos cuando éste intentaba escapar. Mehdi fue hospitalizado y luego encarcelado durante siete años por secuestro.
Se volvió más religioso y entró en contacto por primera vez con los talibanes mientras estaba en prisión; sin embargo, siguió siendo chiita y no se convirtió al Islam.

## Periodo talibán
En abril de 2020, los talibanes nombraron a Mehdi jefe de inteligencia en la provincia de Bamiyán y jefe de los talibanes en la provincia de Sar-e Pol, una medida a la que muchos miembros talibanes y la red Haqqani se opusieron por muchas razones, principalmente debido a él es un chiíta hazara. Los talibanes fueron acusados de utilizar a Mehdi para aumentar su influencia entre los hazaras y otros musulmanes chiítas. Posteriormente, Mehdi fue despedido del puesto de jefe de inteligencia de los talibanes en Bamiyán después de pronunciar un discurso contra el cierre de las escuelas de niñas y su persistente exigencia de igualdad para los hazaras y otros musulmanes chiítas. Después de ser despedido de su puesto, abandonó a los talibanes y les declaró la guerra..

## Periodo Anti Talibán
En 2022, Mehdi anunció que estaba armando a combatientes leales a él, que estaban formados por unos 200 chiítas hazara. También construyó un monumento dedicado a él y a Abdul Ali Mazari en Balkhab, y también recurrió más a sus puntos de vista islamistas chiítas y nacionalistas hazaras. Sus fuerzas derrocaron al gobernador de distrito talibán y capturaron el distrito de Balkhab. Mawlawi Ataullah, gobernador del distrito talibán, huyó de Balkhab y Mehdi lo reemplazó con uno de sus asociados hazara.
Mehdi Mujahid contó con el apoyo del Frente de Resistencia Nacional  de Afganistán y los políticos hazara Muhammad Mohaqiq de HWIMA y Karim Khalili de Hezbe Wahdat, del que era miembro el padre de Mehdi. 
El 13 de junio de 2022, Mehdi Mujahid obtuvo el control total del distrito de Balkhab y sus combatientes estaban infligiendo graves daños a los talibanes. Inicialmente estaba ganando el conflicto, aunque más tarde los talibanes superaron en número a sus combatientes y retomaron Balkhab.

## Intento de asesinato
En la mañana del 25 de junio de 2022, en medio de los combates entre los talibanes y las fuerzas de Mehdi, la casa de Mehdi en la aldea de Hosh del distrito de Balkhab fue blanco de ataques aéreos talibanes. Mehdi y su familia sobrevivieron y ninguno de ellos resultó herido.
Sin embargo, esa misma noche, los talibanes mataron a Mohammad Moradi, su esposa y su hija en la provincia de Ghor. Moradi era un comandante antitalibán popular. Su apoyo a Mehdi Mujahid fue visto por Hasht-e Subh como el motivo del ataque de los talibanes a su casa.

## Fallecimiento
Mehdi Mujahid fue asesinado el 17 de agosto de 2022 mientras intentaba escapar a Irán. No está claro cómo fue asesinado. Según los lugareños y algunos medios de comunicación afganos, Mujahid fue capturado por los talibanes en la aldea de Bunyad en el distrito de Kohsan, donde fue arrestado y se confirmó su identidad antes de ser ejecutado.
También comenzaron a circular en las redes sociales dos imágenes que mostraban a Mujahid vivo y bajo custodia de los talibanes antes de ser ejecutado. Una fotografía mostraba a Mehdi Mujahid afeitado y con un turbante blanco, y otra sin turbante y rodeado de hombres desconocidos, presumiblemente miembros talibanes.
Sin embargo, el Ministerio de Defensa de los talibanes había negado informes locales que sugerían que Mujahid fuera ejecutado. Los funcionarios talibanes dicen que Mujahid estaba intentando escapar a Irán cuando su inteligencia y seguridad fronteriza lo atraparon en la frontera entre Afganistán e Irán y lo mataron a tiros. Naeemul Haq Haqqani, ministro de Información provincial talibán, dijo a la AFP que Mujahid fue “asesinado después de un conflicto” y que “los rumores de que fue capturado vivo son mentiras”. Naeemul Haq Haqqani, Taliban provincial information minister, told AFP that Mujahid was “killed after a conflict” and “rumors that he was captured alive are lies”.

## Reacción
Haji Muhammad Mohaqiq, un destacado líder étnico hazara que había apoyado firmemente a Mehdi durante su conflicto con los talibanes, condenó el asesinato de Mehdi Mujahid. Afirmó que "ejecutar a sangre fría a una persona que no fue sacada de la guerra y era un viajero desarmado va en contra de las enseñanzas religiosas y es un crimen de guerra según el derecho internacional".